# Âlvaro
Âlvaro, właśc. Âlvaro José Rodrigues Valente (ur. 24 września 1931 w Santosie, zm. 21 września 1991) – piłkarz brazylijski, występujący podczas kariery na pozycji napastnika.

## Kariera klubowa
Piłkarską karierę Âlvaro rozpoczął w São Paulo FC w 1951. Większą część kariery spędził w Santosie FC, gdzie występował w latach 1951–1961(z przerwą na epizod w Atlético Madryt. Podczas tego pięciokrotnie zdobył mistrzostwo stanu São Paulo – Campeonato Paulista w 1955, 1956, 1958, 1960 i 1961 roku.

## Kariera reprezentacyjna
W reprezentacji Brazylii Âlvaro zadebiutował 20 września 1955 w wygranym 2-0 meczu z reprezentacją Chile, którego stawką było Copa O'Higgins 1955. Był to udany debiut, gdyż Âlvaro w 66 min. ustalił wynik meczu na 2-0. W 1956 roku Âlvaro uczestniczył w Copa América 1956, na której Brazylia zajęła czwarte miejsce. Na turnieju Âlvaro wystąpił w czterech meczach z: Chile, Paragwajem, Peru (bramka) i Argentyną. Ostatni raz w reprezentacji Âlvaro wystąpił 9 maja 1956 w przegranym 2-4 meczu z reprezentacją Anglii. Ogółem w reprezentacji Brazylii wystąpił 9 razy i strzelił 2 bramki.